# Moselblümchen
Der Begriff Moselblümchen bezeichnet heute eine regionaltypische Kleidung an der Mosel zwischen Trier und Koblenz, die auf festlichen Veranstaltungen (Weinfesten, Kirmessen, Weinpräsentationen) getragen wird. Ausgangspunkt hierfür ist wahrscheinlich ein Gemälde des Malers Josef Lieck aus dem Jahre 1886. Mit dem „Aufblühen des Moselweines“ im Übergang vom 19. zum 20. Jahrhundert wurden Bilder „von Mädchen in Moselblümchentracht, kombiniert mit großem Weinpokal, Rebstock oder Weinflasche“ immer häufiger auf Ansichtskarten abgebildet.

## Frauentracht

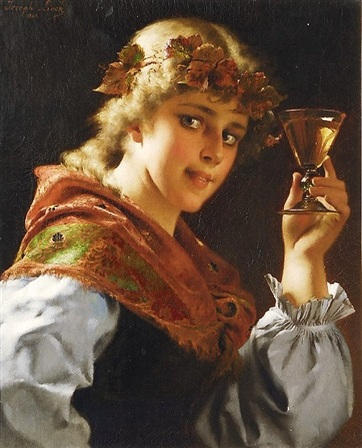
Moselblümchen
Josef Lieck (1886)

Ein grüner Rock und ein schwarzes, meist samtenes Oberteil mit vorne geschnürtem Mieder. Dazu trägt die Frau stets eine weiße Bluse mit rotem Halstuch, welches mit Weintrauben nebst und Weinlaub der Weinrebe bestickt ist. Dazu wird stets eine weiße Schürze getragen, welche etwa 10 cm vor dem knöchellangen Rock endet.

## Männertracht
Ein blaues, eng gestreiftes Oberteil in Form eines Kasack (Winzerkittel), welches auch der traditionellen Arbeitskleidung der Moselwinzer entspricht. Dazu trägt der Mann meist eine schwarze Kniebundhose aus Stoff und meist weiße, knielange Strümpfe.

## Geschichte
Obwohl die Region Mosel bereits seit gut 2000 Jahren über eine organisierte und eng strukturierte Landwirtschaft verfügt, entwickelte sich diese Tracht erst nach einer sanften Entbindung durch die ebenso lange Bindung an die verschiedenen Besitztümer. Der an der Mosel produzierte Wein und der damit verbundene Weinbau, ist nicht vergleichbar mit einer gewachsenen ländlichen Kultur, wie sie z. B. in Süddeutschland entstehen konnte.
Anders als bei den Männern, deren Tracht eine tatsächliche Reminiszenz an die traditionelle Arbeitskleidung des Winzers darstellt, ist die Tracht der „Moselblümchen“ nicht historisch gewachsen, wenn man sie mit Trachten aus dem süddeutschen Raum vergleicht. Dennoch ist diese Tracht, wenngleich sehr jung, eine regionaltypische Tracht der Moselregion.

## Situation heute
Nach einer allgemeinen Neuorientierung in den vergangenen Jahren ist das Moselblümchen heute wieder sehr gefragt. Präsentiert wird die Tracht meist von lokalen Tanzgruppen und Vereinen, welche sich der Tradition verpflichtet haben und diese stets im Sinne des Moselweins transportieren. So sind die meisten Träger dieser Tracht entweder selbst Winzer oder der Weinkultur der Mosel in hohem Maße verbunden.